# Loftleiðir Icelandic
Pour les articles homonymes, voir Icelandic.
Ne doit pas être confondu avec Loftleiðir.

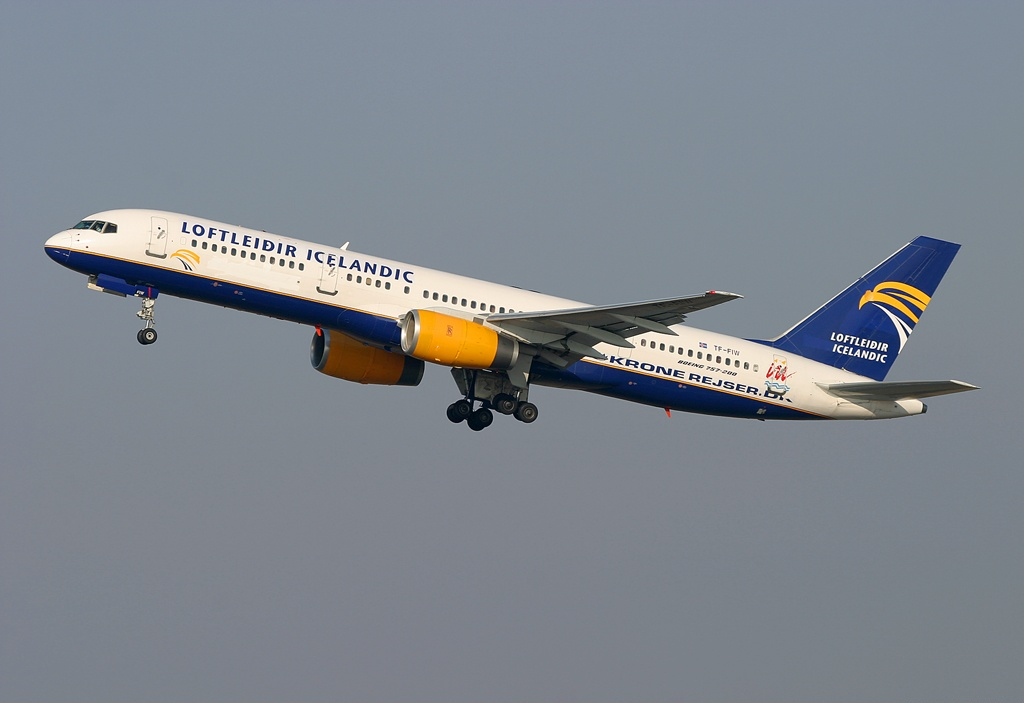
Boeing 757 de Loftleiðir Icelandic

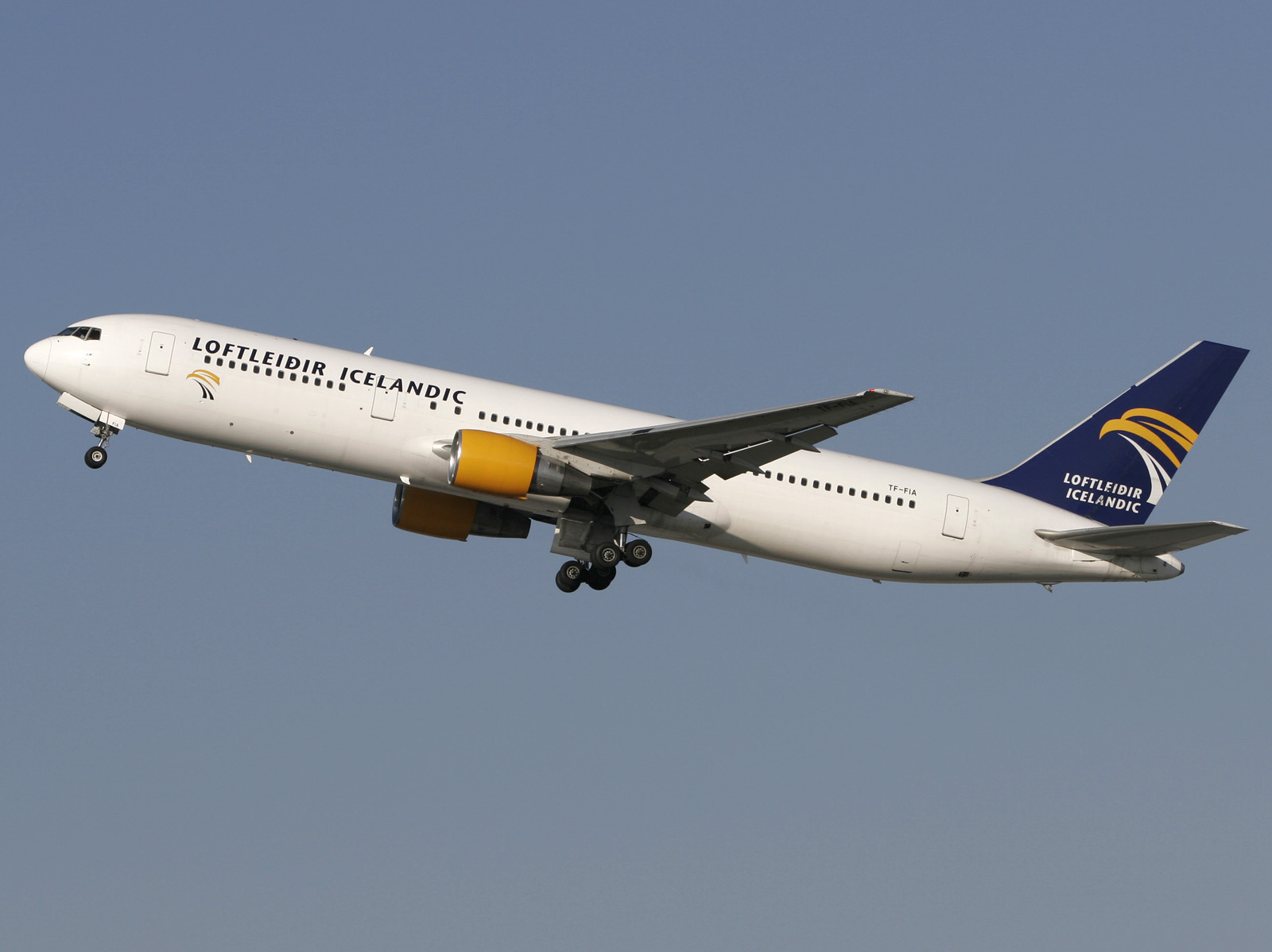
Boeing 767 de Loftleiðir Icelandic

Loftleiðir Icelandic est une compagnie aérienne islandaise et un opérateur d'affrètement (Aircraft Crew Maintenance Insurance) (ACMI), et une filiale d'Icelandair Group.

## Histoire
Le 26 novembre 2015, Loftleider Icelandic Airlines a assuré le premier vol commercial avec un avion de ligne à destination de l’Antarctique. Le boeing 757-200ER a décollé de Puntas Arenas au Chili pour atterrir sur la base d'Union Glacier avec une cinquantaine de personnes à son bord.

## Flotte
Au mois de février 2017, Loftleiðir Icelandic exploite les appareils suivants: